# De Vooruitgang (Elshout)
De Vooruitgang is de naam van een verdwenen windmolen die zich bevond in de Elshoutse buurtschap Wolfshoek.
Deze achtkantige stenen grondzeiler werd gebouwd in 1841 en fungeerde als korenmolen. De laatste molenaars behoorden tot het geslacht Rombouts. In 1951 werd de molen gesloopt nadat enkele jaren tevoren de roeden reeds waren uitgenomen.